# So Long, Marianne
„So Long, Marianne“ je píseň kanadského hudebníka a básníka Leonarda Cohena, poprvé vydaná na jeho debutovém albu Songs of Leonard Cohen v roce 1968. Server Pitchfork Media píseň zařadil na 190. místo mezi 200 nejlepších písní šedesátých let. Cohen se v písni inspiroval svou múzou Marianne Ihlen. Později píseň nahrála řada dalších hudebníků, mezi které patří Beck, Brian Hyland či skupina James. V roce 1999 vyšla píseň na albu Bleecker Street: Greenwich Village in the 60's v podání Johna Calea v duetu se zpěvačkou Suzanne Vega. V roce 1989 vyšlo kompilační album pojmenované podle této písně.